# Stade Dino-Manuzzi
 (avril 2025).
Le stade Dino-Manuzzi est le stade de football de la ville de Cesena, dans la province de Forlì-Cesena en Émilie-Romagne.

## Histoire
D'une capacité de 23 860 places assises, ce stade se situe dans le quartier Fiorenzuola et il s'agit du complexe sportif en plein air le plus grand et important de Romagne. Il a été construit en 1957 pour héberger les matches de l'Associazione Calcio Cesena.